# D. F. Malherbe
A nu se confunda cu François de Malherbe!

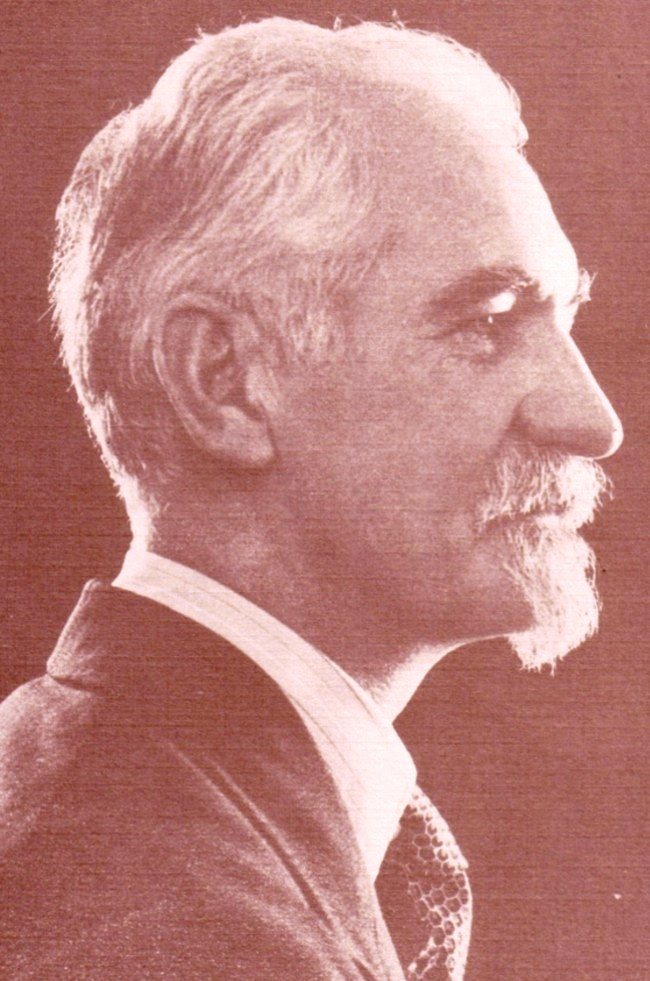
D.F. Malherbe

Daniël Francois Malherbe, cunoscut și ca D.F. Malherbe, (n. 28 mai 1881 - d. 12 aprilie 1969) a fost un scriitor sud-african de limbă afrikaans.
A debutat cu o lirică influențată de simbolism (Karoblometjies, 1909 - "Flori de buruiană" și Klokgrassies, 1914 - "Campanule"), urmate de epopeea patriotică Vir vryheid (1914 - "Pentru libertate").
A scris romane istorice de inspirație biblică care marchează o etapă importantă în evoluția prozei de limbă afrikaans și anume trilogia compusă din:
- 1933: Die Hart van Moab ("Inima lui Moab");
- 1935: Saul die worstelheld ("Saul, eroul luptător");
- 1937: Die profeet ("Profetul").

A scris și drame neoromantice cu tematică țărănească:
- 1926: Mense van Groenkloof ("Oameni din Groenkloof");
- 1927: Meester;
- 1931: Op die trekpad ("Pe cărare").